# Барєєв Євген Ільгизович
Євген Ільгизович Барєєв (нар. 21 листопада 1966, Єманжелінськ, Челябінська область) — канадський, раніше російський шахіст, гросмейстер (1989). Заслужений майстер спорту Росії. Чемпіон Москви (1989). У складі команди Росії дворазовий переможець командних чемпіонатів світу (1997, 2005), дворазовий переможець командних чемпіонатів Європи (2003, 2007). Чотириразовий переможець Всесвітніх Шахових Олімпіад: у складі збірної СРСР (1990) і тричі в складі збірної Росії (1994, 1996, 1998).

## Життєпис
Чемпіон світу серед кадетів (1982). На чемпіонаті світу серед юнаків (1986) — 3-5-те місця. Переможець турніру 1-ї ліги чемпіонату СРСР (1985; Харків). У фіналі чемпіонату СРСР (1986) — 2-7-ме місця. На турнірі 1-ї ліги (1986; Іркутськ) — 3-6-те місця (за системою коефіцієнтів — 3-тє). Найкращі результати на інших міжнародних змаганнях: Врнячка-Баня (1987) — 1-2-ге; Воронеж (1987) — 3-тє; Сочі (1987) — 4-7-ме; Стокгольм (1987/1988) — 3-4-те місця.
Член символічного клубу переможців чемпіонів світу Михайла Чигоріна від 24 грудня 2005 року.
Барєєв входив до складу збірної СРСР на шаховій олімпіаді 1990 року і збірної Росії на олімпіадах 1994, 1996 і 1998 років. Серед успіхів в особистих змаганнях — перше місце на Корус-турнірі у Вейк-ан-Зеє 2002 року попереду Майкла Адамса, Петера Леко і Олександра Морозевича. У тому ж 2002 році Барєєв дійшов до півфіналу турніру претендентів у Дортмунді, де поступився Веселину Топалову. Фіналіст Кубка світу ФІДЕ 2000, володар Кубка Росії 2009.
Обіймав посаду тренера чоловічої команди Росії з шахів від 2010 до 2011 року. Під його керівництвом збірна Росії виграла срібні медалі на олімпіаді в Ханти-Мансійську. У команду входили Володимир Крамник, Олександр Грищук, Петро Свідлер, Сергій Карякін і Володимир Малахов. Після невдалого виступу команди на чемпіонаті світу 2011 року подав у відставку.
Від 2015 року представляє Канаду.

## Спортивні досягнення
| Рік  | Місто           | Змагання                | + | − | = | Очки    | Місце |
| ---- | --------------- | ----------------------- | - | - | - | ------- | ----- |
| 1986 | Київ            | 53-й чемпіонат СРСР     | 8 | 5 | 4 | 10 з 17 | 2—7   |
| 1987 | Мінськ          | 54-й чемпіонат СРСР     | 6 | 7 | 4 | 8 з 17  | 12    |
| 1990 | Ленінград       | 57-й чемпіонат СРСР     | 6 | 2 | 5 | 8½ з 13 | 1—4   |
| 1996 | Еліста          | 49-й чемпіонат Росії    | 5 | 2 | 4 | 7 з 10  | 4—8   |
| 1998 | Санкт-Петербург | 51-й чемпіонат Росії    | 3 | 1 | 7 | 6½ з 11 | 12—16 |
| 2002 | Вейк-ан-Зеє     | 64-й міжнародний турнір | 6 | 1 | 6 | 9 з 13  | Gold  |
| 2004 | Москва          | 57-й чемпіонат Росії    | 2 | 2 | 6 | 5 з 10  | 4—7   |
| 2005 | Москва          | 58-й чемпіонат Росії    | 4 | 3 | 4 | 6 з 11  | 4—6   |

## Книги
- Записки секунданта / Евгений Бареев, Илья Левитов. — Москва : РИПОЛ классик, 2006 (Ульяновск : Ульяновский Дом печати). — 317 с. — (Великие шахматисты мира : ВШМ). — ISBN 5-7905-4737-0.

## Зміни рейтингу
| На цьому місці має відображатися графік чи діаграма, однак з технічних причин його відображення наразі вимкнено. Будь ласка, не видаляйте код, який викликає це повідомлення. Розробники вже працюють для того, щоби відновити штатне функціонування цього графіка або діаграми. | |
| | На цьому місці має відображатися графік чи діаграма, однак з технічних причин його відображення наразі вимкнено. Будь ласка, не видаляйте код, який викликає це повідомлення. Розробники вже працюють для того, щоби відновити штатне функціонування цього графіка або діаграми. |